# Акин (нос)
Вижте пояснителната страница за други значения на Акин.
Акин е дълъг и тесен нос на Черно море, в северния край на вдадения на 1,5 км в Бургаския залив полуостров Акра. Други стари имена на носа са Ативоло и Св. Никола. Разположен е югоизточно от Бургас, на 6,5 км северозападно от Созопол и в близост до Военноморската база Атия. На югоизток е град Черноморец, Бургаска област.
Брегът на Акин е клифов с височини, вариращи от 10 до 20 метра над морското ниво, изграден е от сенонски и вулканогенни скали.

## Произход на името
Наименованието Акин има древногръцки произход и в буквален превод означава „къс, извит персийски меч“. Гърците назовават носа така заради коварството и въоръжението на вековните им врагове – персите. Вероятно, това име е свързано с надводните скали „Ати-воло“ (от гр.: „Отсрещната земя“), популярни и с името Малаците, намиращи се пред носа. Водите край тези скали крият клопка – безопасният фарватер минава по-близо до брега, отколкото до скалите, което е необичайно в морската практика.

## История
Нос Акин е лобното място на 15 български военни моряци от екипажа на торпедоносеца „Смели“, попаднал в силен щорм на 19 май 1943 г. През 1998 г. на носа е издигнат мемориал в памет на загиналите. Тогава е издадена и заповед на началника на Главния щаб на ВМС българските бойни кораби, които плават в този район, с приспускане на военноморския флаг да отдават почит на загиналите моряци от „Смели“.